# Eutrema
Eutrema is een geslacht uit de kruisbloemenfamilie (Brassicaceae). De soorten komen voor van subarctisch en subalpien tot in gematigd Azië. Een gekweekte soort is Eutrema japonicum, waarvan de wortelstok gebruikt wordt als specerij in de Japanse keuken. 

## Soorten
- Eutrema altaicum (C.A.Mey.) Al-Shehbaz & Warwick
- Eutrema baimashanicum Al-Shehbaz, G.Q.Hao & J.Quan Liu
- Eutrema botschantzevii (D.A.German) Al-Shehbaz & Warwick
- Eutrema boufordii Al-Shehbaz
- Eutrema bulbiferum Y.Xiao & D.K.Tian
- Eutrema cordifolium Turcz. ex Ledeb.
- Eutrema deltoideum (Hook.f. & Thomson) O.E.Schulz
- Eutrema edwardsii R.Br.
- Eutrema fontanum (Maxim.) Al-Shehbaz & Warwick
- Eutrema giganteum G.Q.Hao, Al-Shehbaz & J.Quan Liu
- Eutrema grandiflorum (Al-Shehbaz) Al-Shehbaz & Warwick
- Eutrema halophilum (C.A.Mey.) Al-Shehbaz & Warwick
- Eutrema heterophyllum (W.W.Sm.) H.Hara
- Eutrema himalaicum Hook.f. & Thomson
- Eutrema integrifolium (DC.) Bunge
- Eutrema japonicum (Miq.) Koidz.
- Eutrema lowndesii (H.Hara) Al-Shehbaz & Warwick
- Eutrema minutissimum (O.E.Schulz) D.A.German & Al-Shehbaz
- Eutrema nanum G.Q.Hao, J.Quan Liu & Al-Shehbaz
- Eutrema nepalense (Al-Shehbaz, Kats.Arai & H.Ohba) Al-Shehbaz, G.Q.Hao & J.Quan Liu
- Eutrema parviflorum Turcz. ex Ledeb.
- Eutrema penlandii Rollins
- Eutrema platypetalum (Schrenk) Al-Shehbaz & Warwick
- Eutrema pseudocordifolium Popov
- Eutrema purii (D.S.Rawat, L.R.Dangwal & R.D.Gaur) Al-Shehbaz, G.Q.Hao & J.Quan Liu
- Eutrema racemosum Al-Shehbaz, G.Q.Hao & J.Quan Liu
- Eutrema renifolium (Boiss. & Hohen.) Al-Shehbaz, G.Q.Hao & J.Quan Liu
- Eutrema salsugineum (Pall.) Al-Shehbaz & Warwick
- Eutrema scapiflorum (Hook.f. & Thomson) Al-Shehbaz, G.Q.Hao & J.Quan Liu
- Eutrema schulzii Al-Shehbaz & Warwick
- Eutrema sherriffii Al-Shehbaz & Warwick
- Eutrema sinense (Hemsl.) G.Q.Hao, J.Quan Liu & Al-Shehbaz
- Eutrema tenue (Miq.) Makino
- Eutrema thibeticum Franch.
- Eutrema tianshanense G.Q.Hao, J.Quan Liu & Al-Shehbaz
- Eutrema verticillatum (Jeffrey & W.W.Sm.) Al-Shehbaz & Warwick
- Eutrema violifolium (H.Lév.) Al-Shehbaz & Warwick
- Eutrema wuchengyii (Al-Shehbaz, T.Y.Cheo, L.L.Lu & G.Yang) Al-Shehbaz & Warwick
- Eutrema xingshanense (Z.E.Chao, Z.L.Ning & X.W.Hu) G.Q.Hao, Al-Shehbaz & J.Quan Liu
- Eutrema yungshunense (W.T.Wang) Al-Shehbaz & Warwick
- Eutrema yunnanense Franch.
- Eutrema zhuxiense Q.L.Gan & Xin W.Li

... · 
Alliaria · 
Alyssum (Schildzaad) · 
Arabidopsis · 
Arabis (Scheefkelk) · 
Armoracia · 
Aubrieta · 
Barbarea (Barbarakruid) · 
Berteroa · 
Brassica (Kool) · 
Braya · 
Bunias (Hardvrucht) · 
Cakile · 
Calepina · 
Camelina · 
Capsella (Herderstasje) · 
Cardamine (Veldkers) · 
Cochlearia (Lepelblad) · 
Coincya · 
Conringia · 
Coronopus (Varkenskers) · 
Crambe (Bolletjeskool) · 
Descurainia · 
Diplotaxis (Zandkool) · 
Draba · 
Erophila · 
Eruca · 
Erucastrum · 
Eutrema  · 
Erysimum (Steenraket) · 
Heliophila · 
Hesperis · 
Hirschfeldia · 
Hormathophilla · 
Hornungia · 
Iberis (Scheefbloem) · 
Isatis · 
Lepidium (Kruidkers) · 
Lobularia · 
Lunaria (Judaspenning) · 
Malcolmia · 
Matthiola · 
Neslia · 
Physaria · 
Pringlea · 
Ptilotrichum · 
Raphanus (Radijs) · 
Rapistrum · 
Rorippa (Waterkers) · 
Schouwia · 
Selenia · 
Sinapidendron · 
Sinapis · 
Sisymbrium (Raket) · 
Subularia · 
Teesdalia · 
Thlaspi (Boerenkers) · 
...